# Anthony Coleman
Anthony Joseph Coleman (Westminster, 6 ottobre 1982) è un ex cestista statunitense, professionista nella NBDL e in Germania.